# Santuario di Santa Rosalia
Il santuario di Santa Rosalia è un santuario di Palermo costruito intorno al XVII secolo sulla base di precedenti edifici religiosi in onore della nuova santa patrona della città. Il luogo dove sorge il santuario è oggi una meta del turismo religioso e naturalistico della città di Palermo, poiché a pochi passi si trova un belvedere con un panorama unico della città.
All'interno del santuario vi è anche una parte museale, inaugurata nel 2018, e chiamata le stanze del tesoro, dove sono raccolti oggetti storici, artistici e religiosi.
Il santuario si erge a 429 metri di altitudine su Monte Pellegrino, e vi si accede attraverso una lunga scalinata.

## Storia

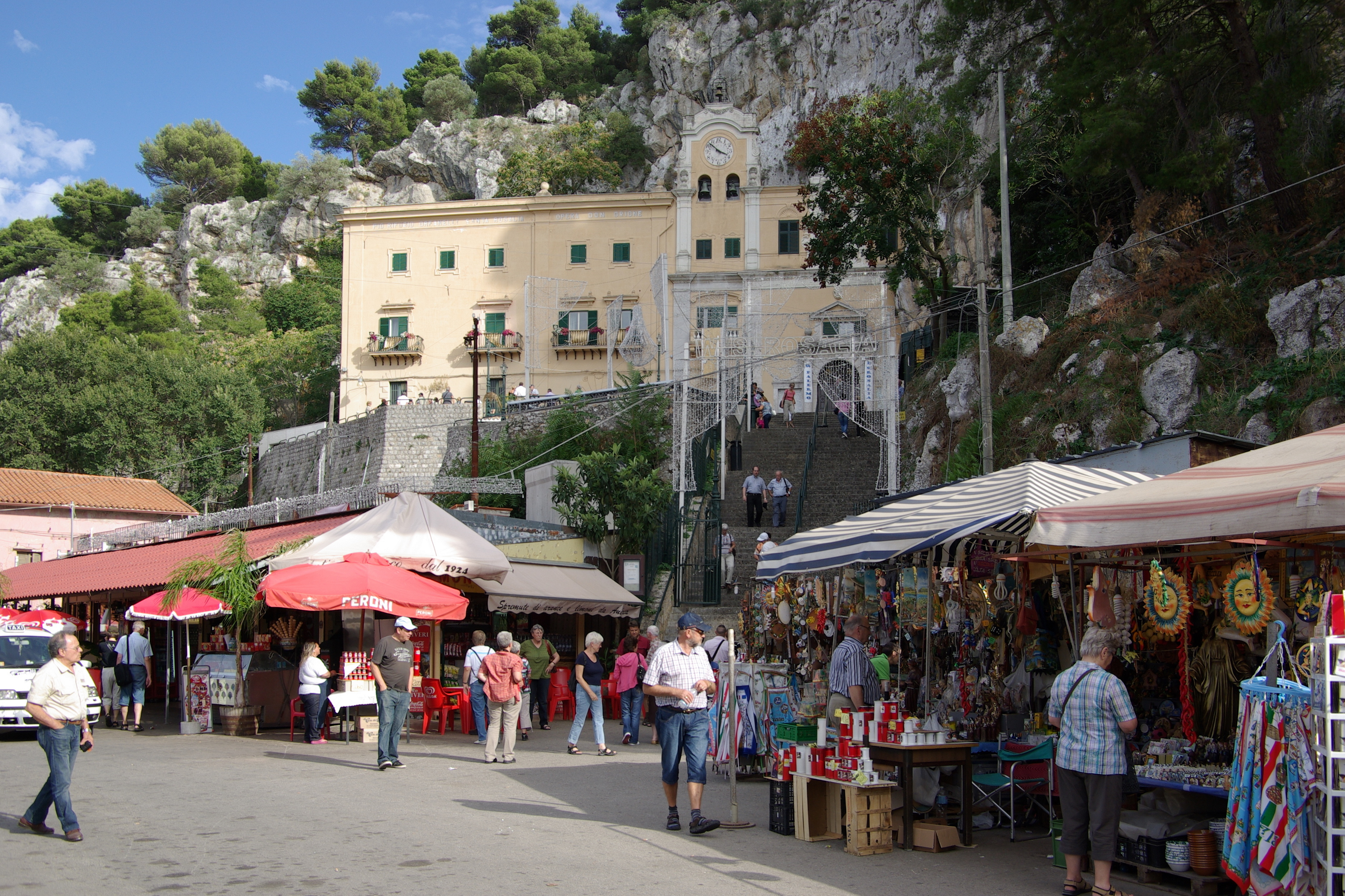
Facciata del Santuario

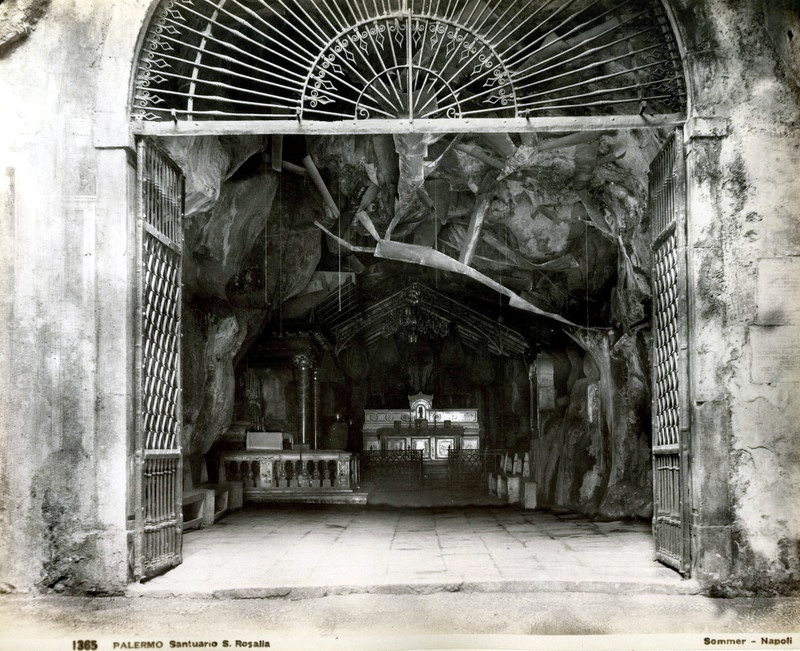
Il santuario in una foto di fine Ottocento di Giorgio Sommer

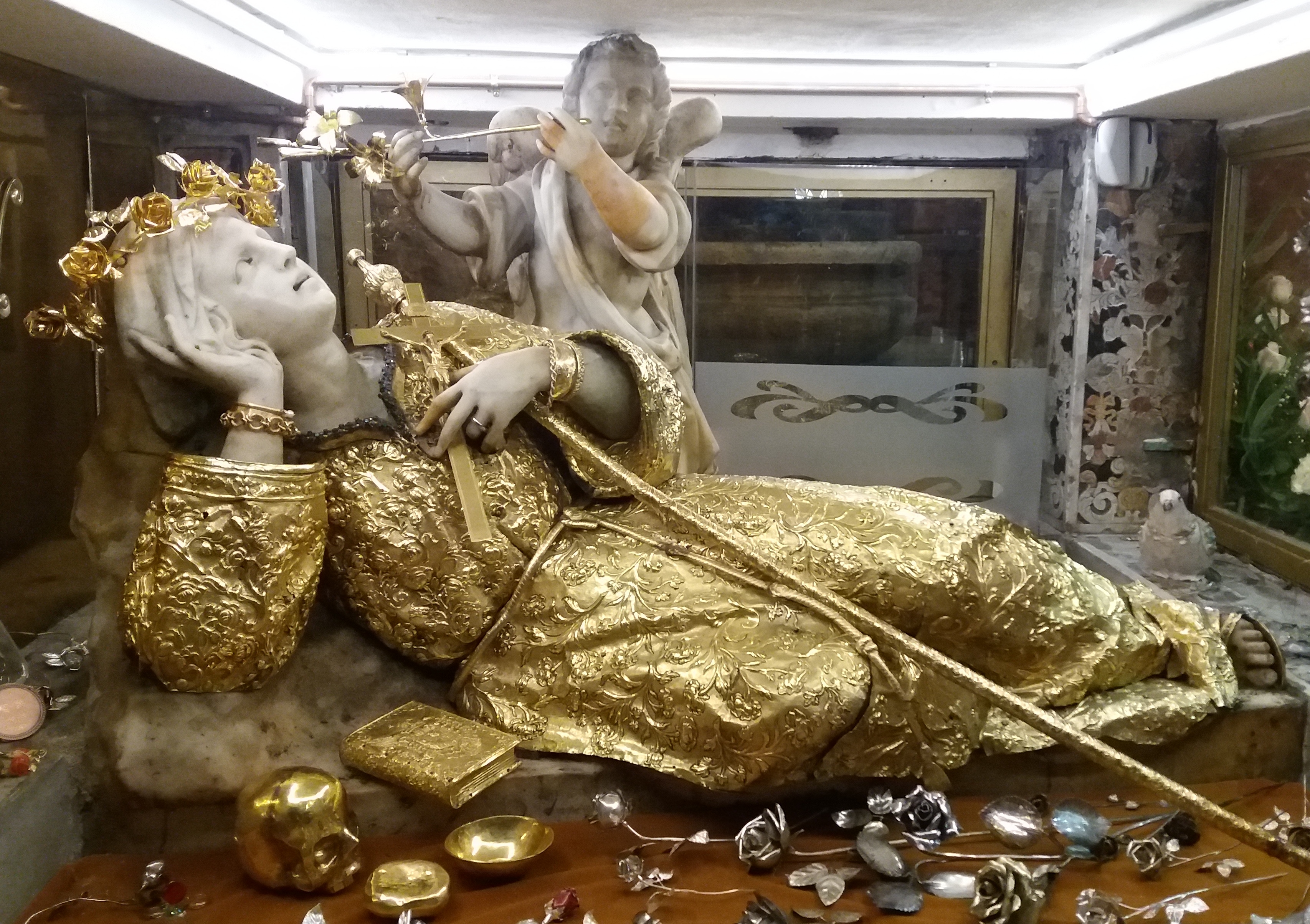
Statua di santa Rosalia.

Il santuario si trova all'interno di un anfratto di roccia, quasi sulla cima del monte Pellegrino, all'interno è presente una grossa quantità d'acqua che viene canalizzata verso l'esterno attraverso un curioso quanto elaborato sistema di raccolta.
Questo luogo è sempre stato considerato sacro, e ha affascinato, tra gli altri, lo scrittore tedesco Goethe.
Il santuario custodisce la memoria del prodigioso ritrovamento delle ossa di santa Rosalia. Il promontorio è sempre stato considerato un luogo sacro dagli abitanti del luogo, fin dai tempi antichi. Goethe, durante il suo celebre viaggio in Italia, definì quello del Monte Pellegrino, il promontorio più bello del mondo, e descrive così il santuario:

### Epoca normanna
Nel 1180, Il Senato Palermitano edificò un tempio sotto il titolo di Santa Rosalia presso l'antro e la preesistente chiesa bizantina retta da monaci dell'Ordine benedettino, religiosi che avevano assistito spiritualmente la vergine durante gli anni dell'eremitaggio. L'area in epoca fenicia era nota come sede pagana di un piccolo santuario rupestre.
Sebbene non elevata canonicamente agli onori degli altari, Rosalia rappresentava in quegli anni, la figura celeste di riferimento per le popolazioni locali. Gualtiero Offamilio, trascinato dal sentimento popolare effettuò solo una "canonizzazione vescovile" limitata e riconosciuta territorialmente. Il potere di inserirla nel martirologio romano spetterà solo a papa Urbano VIII il 26 gennaio 1630 dopo le ben note fasi del ritrovamento e del trasferimento delle reliquie in cattedrale, vicende subordinate al riconoscimento dell'autenticità delle stesse e del miracolo riconosciuto come cessazione della peste da parte dell'arcivescovo e cardinale Giannettino Doria.
Il canonico Antonino Mongitore nelle sue opere elenca svariati luoghi di culto cittadini dedicati alla figura di Rosalia, spesso legati alle vicende del suo passaggio terreno. Il suo nome è doppiamente menzionato nelle acclamazioni e invocazioni della liturgia.

### Epoca svevo - aragonese
Atti notarili del 18 aprile 1257 sono le prime fonti scritte, documenti conservati presso gli archivi del monastero dell'Ordine benedettino della chiesa di Santa Maria dell'Ammiraglio detta la «Martorana».
L'attaccamento, la devozione, la venerazione, il culto subiscono un lento affievolimento, per riaffiorare timidamente nei momenti di maggior scoramento. L'eremo di monte Pellegrino, unico tempio celebrativo superstite durante la peste del 1474, fu restaurato.

### Epoca spagnola
Le spoglie furono scoperte il 15 luglio 1624 grazie all'indicazione di una donna, Girolama La Gattuta, che, in fin di vita, aveva sognato Santa Rosalia, che le aveva promesso la guarigione se fosse salita sul Monte Pellegrino per ringraziarla. La donna vi salì il 26 maggio 1624, e dopo aver bevuto l'acqua della grotta ed essersi sentita guarita, ebbe la duplice visione della Madonna e di santa Rosalia, durante la quale le fu indicato dove trovare le ossa della santa. Il 13 febbraio 1624 mentre la peste flagellava la città, il giovane Vincenzo Bonelli, disperato per la morte della moglie, sale sul monte per suicidarsi. Fermato nell'insano intento dalla visione della santa, riceve indicazioni per fare una processione. Fu così che il 9 giugno 1625, durante il corteo religioso con le reliquie della santa, al canto del Te Deum Laudamus, la peste cessò e Palermo fu salva. Il senato palermitano, come segno di ringraziamento per la peste sconfitta, le dedicò il santuario.

## Architettura

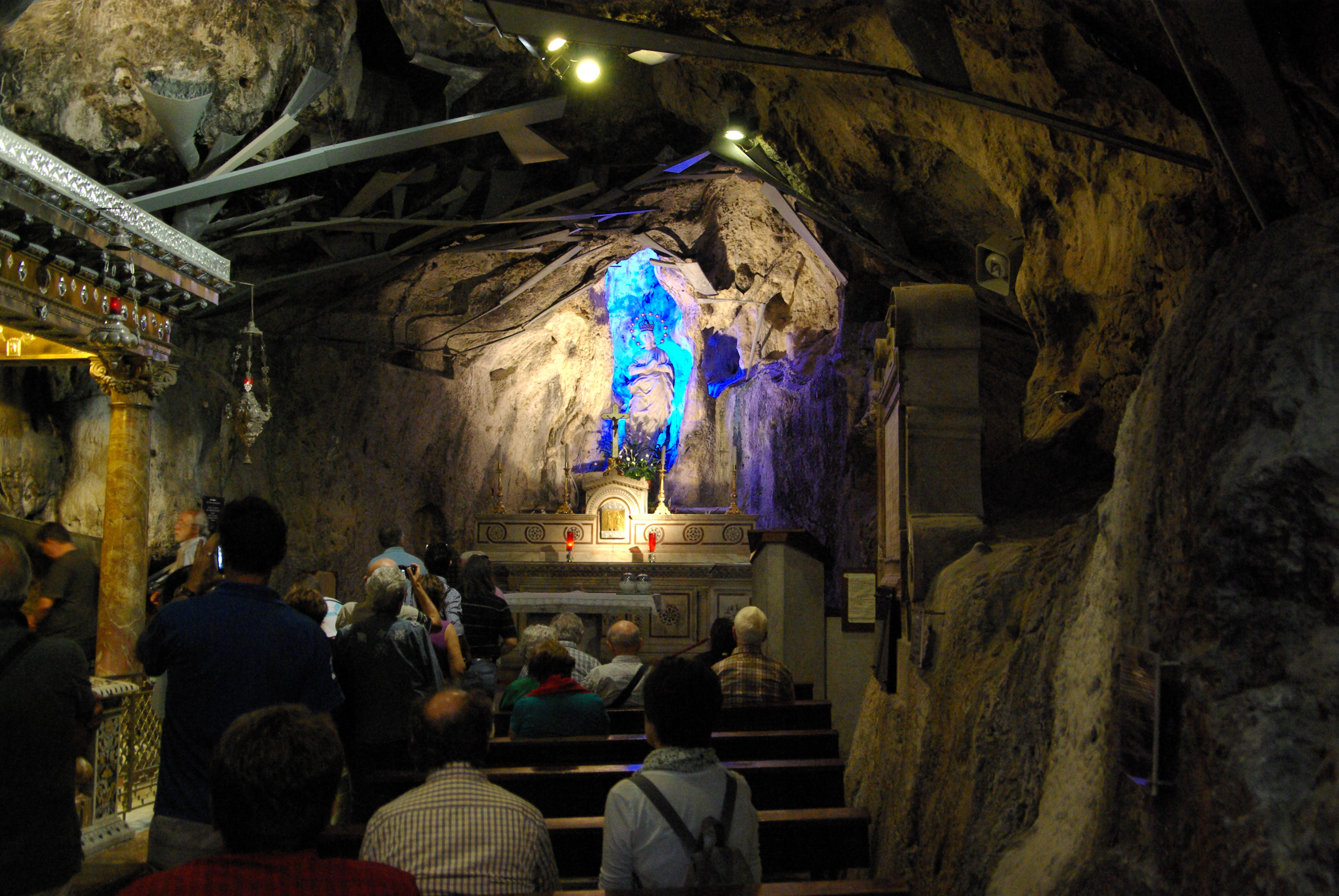
L'interno del santuario

Varcato l'atrio scoperto si entra all'interno della cavità della grotta, dove sulla sinistra sotto un baldacchino di forme barocche è custodita la sacra immagine della Santa, scolpita da Gregorio Tedeschi un artista fiorentino, intorno al 1630. Santa Rosalia è rappresentata nell'estasi del suo trapasso.  Circa un secolo dopo, Carlo III di Borbone in occasione delle sue nozze palermitane, dono' alla patrona di Palermo la sontuosa veste dorata che la ricopre. Davanti a questa immagine Johann Wolfgang von Goethe, attratto dalle forme elette del simulacro, durante la sua visita vespertina, scrisse un ispirato elogio sul suo "viaggio in Italia".
La grotta è profonda 25 metri e larga non più di 10, nella nicchia di roccia dietro l'altare maggiore si trova un'imponente scultura in marmo che raffigura l'Immacolata realizzata da Giuseppe Albino nel 1656. Sulla parete destra invece si trova un pregiato bassorilievo realizzato nel 1636 da Nunzio La Mattina, e dalla parte opposta vi è un busto marmoreo raffigurante Santa Rosalia.

Il soffitto della grotta è percorso da canaline in metallo che raccolgono l’acqua che scorge dal soffitto della grotta, ritenuta santa.
(Johann Wolfgang von Goethe, Viaggio in Italia, 6 aprile 1787)
Nel santuario sono presenti molti ex voto depositati dai fedeli, e un crocifisso in legno risalente al quattrocento.

## Le stanze del tesoro
Durante gli ultimi lavori di restauro del santuario è stata ritrovata una stanza segreta con porta corazzata del 1600, che doveva servire a contenere e proteggere gli omaggi che i fedeli portavano alla santa. Tra gli oggetti ritrovati ci sono argenti e ori preziosi, ma anche bauli, arredi e suppellettili liturgici, quasi tutti pezzi unici ottimamente conservati. Questo materiale è stato recentemente restaurato e nel 2018 è stato inaugurato il museo.

## Devozione della Santa
Santa Rosalia, patrona della città di Palermo, gode di una venerazione unica, molto sentita anche a livello popolare, tanto da essere chiamata affettuosamente dai palermitani La Santuzza. Numerosi sono i pellegrinaggi a lei dedicati in nome dei miracoli avvenuti al santuario e degli aiuti che per tradizione la santa avrebbe dato alla città, come ad esempio la cessazione dell'epidemia della Peste. Numerose sono le credenze che la vedono protagonista, come ad esempio l'acqua santa che sgorgherebbe direttamente dal santuario. Sul soffitto di roccia del santuario, infatti, si può osservare un peculiare sistema di raccolta dell'acqua attraverso delle canaline particolarissime. Numerose leggende raccontano di come quest'acqua fosse usata per guarire i fedeli, e di come talvolta abbia sconfitto mali incurabili.
La leggenda narra che il santuario si erge sul luogo in cui visse da eremita Santa Rosalia, una donna di origine nobile che morì poi in questa grotta, ancora giovane, nel 1166, a poco più di 30 anni. Ogni anno, dal 10 al 15 luglio, viene celebrato il “festino”, con una processione per la città, in ricordo della liberazione della peste, avvenuta grazie alle reliquie della Santa che, portate in processione, scacciarono il morbo da Palermo.
Il 4 settembre, invece, giorno di celebrazione della santa secondo il calendario liturgico, si svolge la tradizionale processione per le vie antiche della città, che si conclude con la salita a piedi fino al santuario sul Monte Pellegrino, l'evento è infatti chiamato “l’acchianata”, che significa proprio la salita. Per chi ha ricevuto una grazia, è tradizione fare la salita avanzando in ginocchio, come segno di ringraziamento e venerazione per la Santa. Ancora oggi questa è pratica comune, così come quella di lasciare dei doni per Rosalia.